# خيسوس سوتو كراس
خيسوس سوتو كراس (بالإسبانية: Jesús Soto Karass)‏ مواليد 15 أكتوبر 1982 في ولاية سينالوا، المكسيك، هو ملاكم محترف مكسيكي يصنف ضمن فئة وزن خفيف المتوسط.

## إحصائيات
خاض خلال مسيرته 44 نزالا، فاز في 28 وتعادل في 4 وخسر في 11. فاز بالضربة القاضية في 18 نزالا.

## روابط خارجية
- خيسوس سوتو كراس على موقع بوكس ريك (الإنجليزية) (registration required)